# Putherberg
De Putherberg is een heuvel in het noordelijk deel van het Heuvelland in de Nederlandse provincie Limburg, gelegen ten westen van Schinnen en ten oosten van Puth. De heuvel heeft een hoogte van 108 meter boven NAP en maakt deel uit van het Plateau van Doenrade, aan de rand van het beekdal van de Kakkert.

## Geologie
De Putherberg is eigenlijk een van de terrassen waaruit het Plateau van Doenrade is opgebouwd. Dit terras is gelegen tussen het Hoog Roth, een hoger terras in het noordwesten en het Kakkertdal, feitelijk een lager terras in het zuidoosten. In het zuiden sluit de Putherberg aan op de Zandberg, een lager terras aan de rand van het Geleenbeekdal. Gescheiden door de Scholtissenholenweg, een holle weg, ligt in het oosten de Köllerberg.
Op de top van de heuvel ligt het dorp Puth en aan de voet liggen Schinnen en de buurtschap Wolfhagen. Het riviertje de Kakkert stroomt onder aan de helling, circa 50 meter lager dan de top. Op de helling liggen voornamelijk boomgaarden en weilanden afgewisseld door restanten van een hellingbos.

## Recreatie
Vanaf de randen van de Putherberg heeft men een weids uitzicht over het Kakkertdal, de dorpskern Schinnen en de Krekelberg aan de overkant van het dal. Bij wielrenners is de heuvel populair vanwege de beklimming die gevormd wordt door de verbindingsweg tussen Schinnen en Puth: de Holleweg/Kerkweg (onderdeel van de voormalige N582). Dit is een matig steile helling met een gemiddelde hellingsgraad van 3,6%. De weg klimt over een lengte van 1210 meter vanuit de dorpskern van Schinnen naar de top aan de komgrens van Puth.

## Fotogalerij

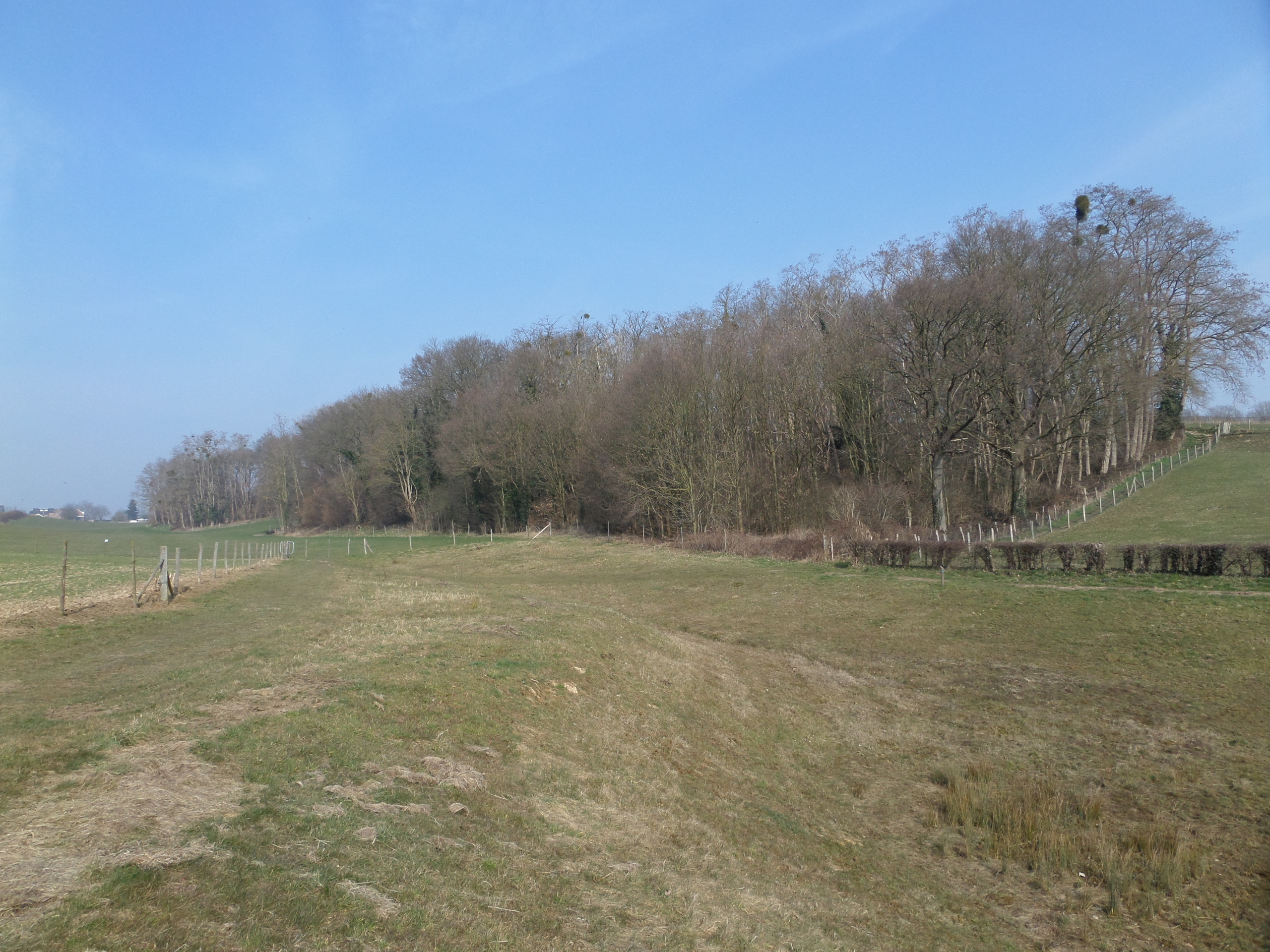
Een hellingbos op de Putherberg
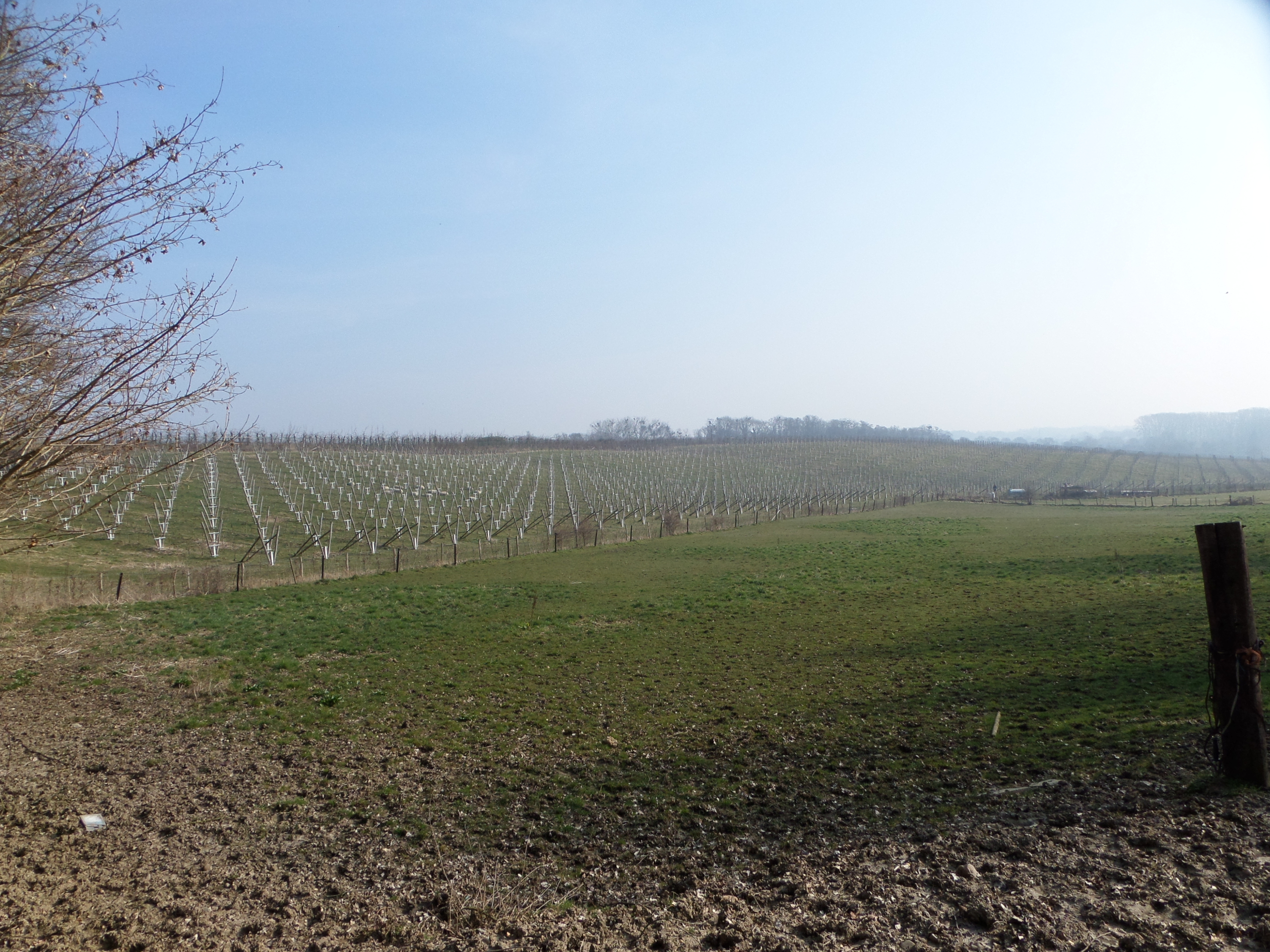
Boomgaard op de Putherberg
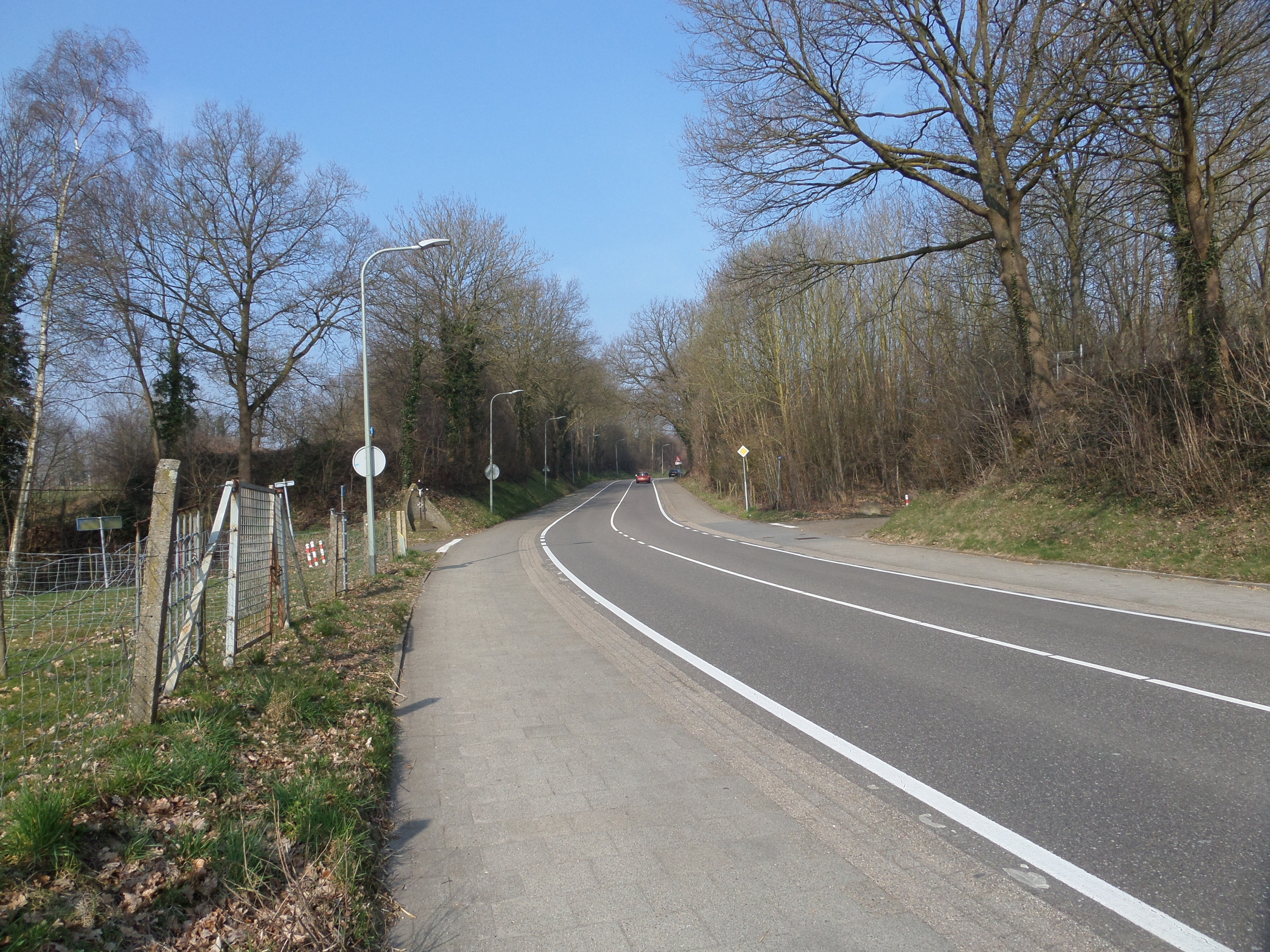
De Holleweg/Kerkweg